# Долминське сільське поселення
Долми́нське сільське поселення (рос. Долминское сельское поселение) — сільське поселення у складі району імені Лазо Хабаровського краю Росії.
Адміністративний центр — селище Долмі.

## Населення
Населення сільського поселення становить 824 особи (2019; 972 у 2010, 1135 у 2002).

## Склад
До складу сільського поселення входять:
| Населений пункт    | Населення, осіб (2002) | Населення, осіб (2010) |
| ------------------ | ---------------------- | ---------------------- |
| Долмі, селище      | 395                    | 351                    |
| Катен, селище      | 160                    | 108                    |
| Солонцовий, селище | 382                    | 337                    |
| Южний, селище      | 198                    | 176                    |